# Chiesa di San Domenico (Iglesias)
La chiesa di San Domenico  è un edificio religioso ubicato a Iglesias.

## Storia e descrizione
La chiesa spicca per la sobrietà degli elementi aggettanti che come un ricamo rifiniscono la facciata. Inquadrato da colonne corinzie e da un architrave su cui è inciso lo stemma appartenente alla famiglia Cannavera, il maestoso ingresso è ascrivibile alla sensibilità gotico-catalana. La pianta, a navata unica, è coperta da una volta a botte divisa in quattro campate da archi a sesto acuto. Sono presenti due cappelle per lato dedicate alle corporazioni di mestiere che ne finanziarono i lavori. Nel lato destro le cappelle, aggiunte nel 1910, si discostano dal progetto iniziale con la loro roccia a vista. Fra gli arredi spiccano le quattro lapidi, tra le quali quella dedicata al vescovo Nicolò Cannavera, cui si deve l’erezione della chiesa.